# Stylidium kunthii
Stylidium kunthii és una planta dicotiledònia que pertany al gènere Stylidium de la família Stylidiaceae, una de les poques espècies del gènere que no és nativa d'Austràlia. És una planta anual que creix fins a una alçada d'entre 8 i 20 cm. Té de 5 a 15 fulles per planta, són de tipus obovades, orbiculars, o oblanceolades i acostumen a fer 4-15 mm de llargada i 2-9 mm d'amplada. Formen rosetes terminals, amb algunes d'escampades al llarg de les tiges. Normalment, aquesta espècie té d'un a cinc escaps i Inflorescències cimoses llargues de 5-14 cm.; les flors són blanques o rosades. S. kunthii es distribuïx arreu de l'Àsia Sud-oriental, des de l'est de l'Índia (Assam  Arxivat 2010-05-02 a Wayback Machine.) fins a Myanmar Bengala i el Vietnam. Els seus hàbitats típics inclouen els terrenys humits dels camps d'arròs, les prades naturals i desmunts de carreteres a alçades inferiors als 200 metres. Floreix de novembre a desembre. S. kunthii està estretament emparentada amb S. uliginosum però se'n diferencia per les fulles caulinars. Segons algun botànic totes les plantes del gènere Stylidium (comprenent aquesta, doncs) serien carnívores.
Va ser descrita per Nathaniel Wallich en el llibre A Numerical List of dried specimens of plants in the East India Company's Museum: collected under the superintendence of Dr. Wallich of the Company's botanic garden at Calcutta. London, 1828-1849 i per Agustin Pyramus de Candolle en el llibre Prodromus systematis naturalis regni vegetabilis, sive enumeratio contracta ordinum generum specierumque plantarum huc usque cognitarium, juxta methodi naturalis, normas digesta (Paris: Sumptibus Sociorum Treuttel et Würtz, 1839). Rep el seu nom en homenatge al naturalista alemany Carl Sigismund Kunth.